# José Amador Correas
José Amador Correas (nacido en Benidorm, Alicante, 23 de marzo de 1983) es un jugador de baloncesto profesional de nacionalidad española. Tiene una altura de 2,10 metros y puede ocupar las posiciones de Pívot y de alero. 
Ha sido internacional con España en las categorías inferiores.

## Biografía
Se formó en las categorías inferiores del Valencia Basket Club debutando incluso en la ACB. El canterano de Pamesa Valencia, que debutó en la liga ACB el 1 de abril de 2001, se fogueó en liga EBA con el segundo equipo del Club taronja y en LEB-2 con Aguas de Valencia Gandía y Pamesa Castellón. Cuando todo parecía hecho para que debutara en la liga LEB de la mano de Alerta Cantabria (en junio acabó contrato con Pamesa Valencia y no fue renovado), el alicantino se encontró con la oferta del conjunto San Sebastián Gipuzkoa Basket Club recién ascendido a ACB.
En la temporada 2010/11 el Leche Río Breogán confirma el acuerdo con el jugador por varias temporadas.

## Trayectoria deportiva
- Categorías inferiores del Valencia Basket Club.
- 2001/05. Valencia Basket Club. ACB.
- 2006/07. Cantabria Lobos. LEB Oro.
- 2007/08. San Sebastián Gipuzkoa Basket Club. ACB.
- 2008/09. Club Bàsquet Vic. LEB Oro.
- 2009/10. Bàsquet Mallorca. LEB Oro.
- 2010/11. Leche Río Breogán. LEB Oro.
- 2011/12. Bàsquet Mallorca. LEB Oro.
- 2012/13. Club Melilla Baloncesto. LEB Oro